# 班达博

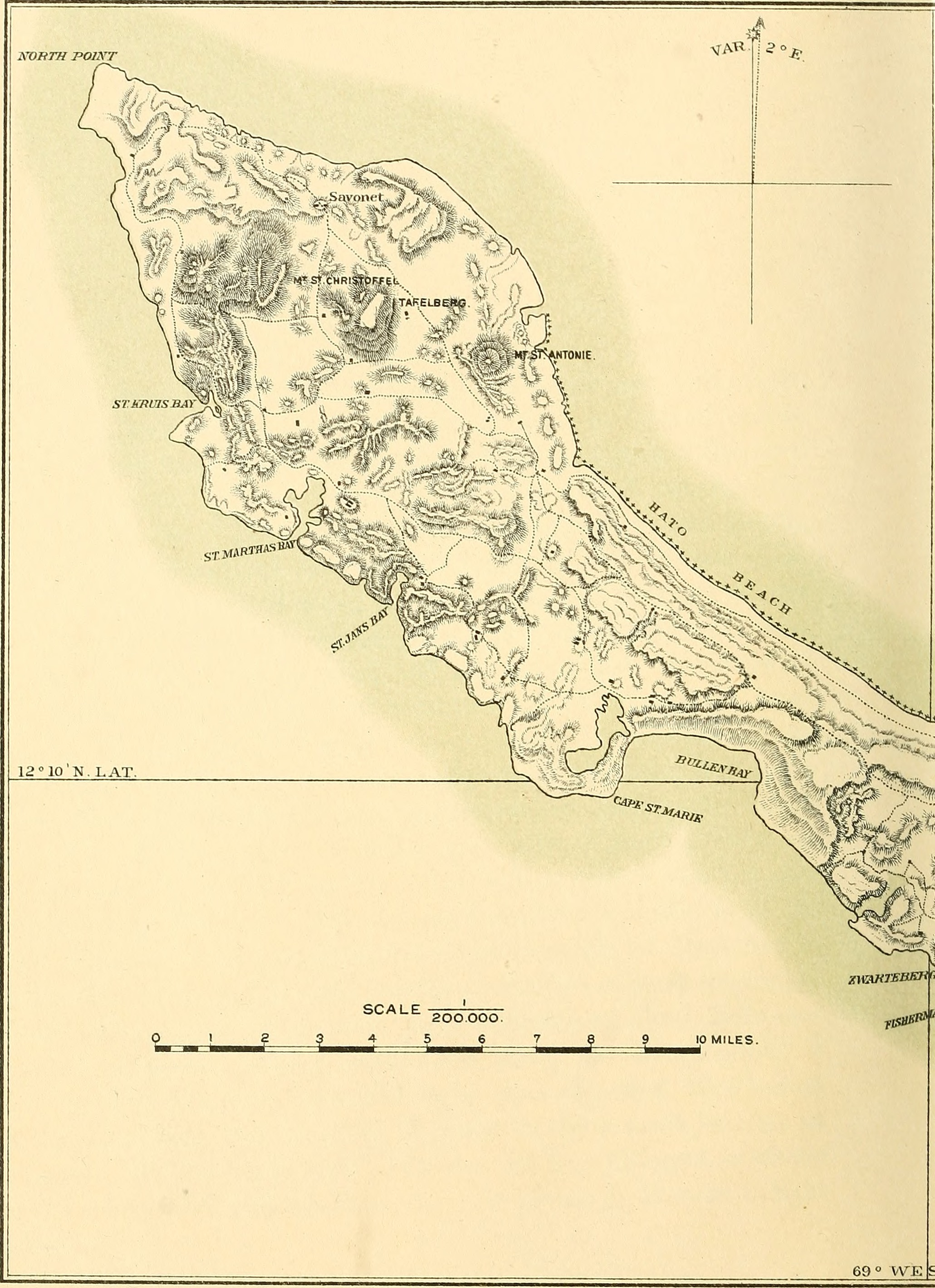
班达博区地图

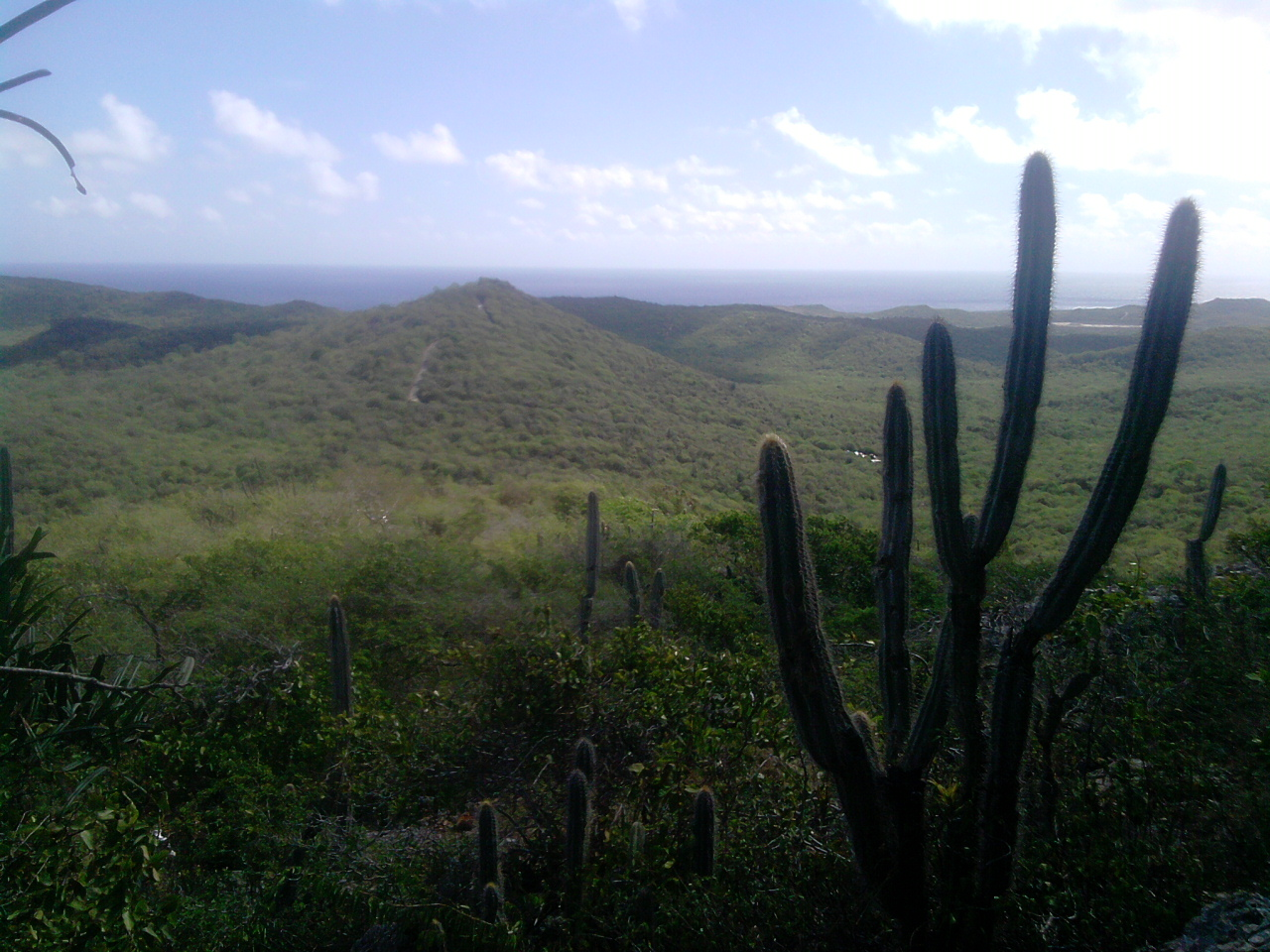
从克里斯托费尔山俯瞰班达博区。

班达博（也作Band'abou，意为“下侧”）是库拉索的一个区。它是该岛的3个区之一，涵盖库拉索岛的西北部。该区范围从格罗特贝赫延伸至萨巴纳韦斯彭特。